# Султанбаево
Султанбаево — хутор в Саракташском районе Оренбургской области в составе  Жёлтинского сельсовета. 

## География
Находится на расстоянии примерно 25 километров по прямой на восток-юго-восток от районного центра поселка Саракташ.

## История
Известен хутор с XVIII века. Первоначально назывался Ярышево.

## Население
Население составляло 16 человек в 2002 году (башкиры 94%), 15 по переписи 2010 года.